# Zselici Tájvédelmi Körzet
Zselici Tájvédelmi Körzet területe 8337 hektár, ebből fokozottan védett 140 hektár. A tájvédelmi körzet a Duna–Dráva Nemzeti Park Igazgatóság kezelésébe tartozik.

## Fekvése
A Zselici Tájvédelmi Körzet Somogy és Baranya vármegyékben, a Dunántúli-dombság nagytájon belül a Zselici kistáj északnyugati részén található. A tájvédelmi körzet Kaposvártól délre a Zselicség központi részeit öleli fel. A belső somogyi táj legmagasabb dombvonulatai alkotják a Zselicség varázslatos vidékét.

## Jellemzői
A területet a 6/1976. OTVH. határozat alapján nyilvánították védetté. Természeti értékeit jelentős mértékben jellegzetes erdőtársulásai adják nagyszámú szubmediterrán flóraelemmel, s a hozzájuk kapcsolódó élővilággal.

## Növény- és állatvilág

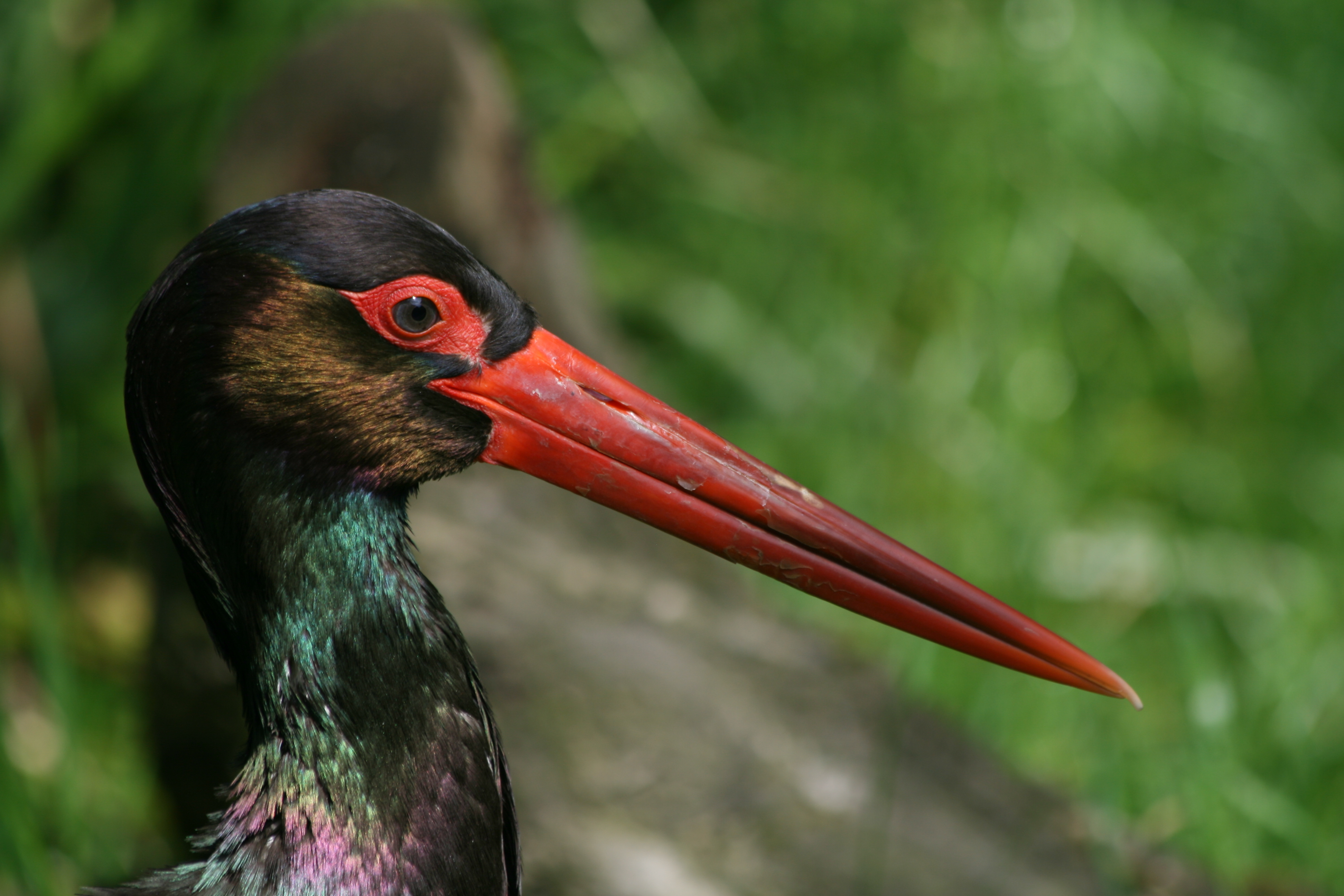
Fekete gólya

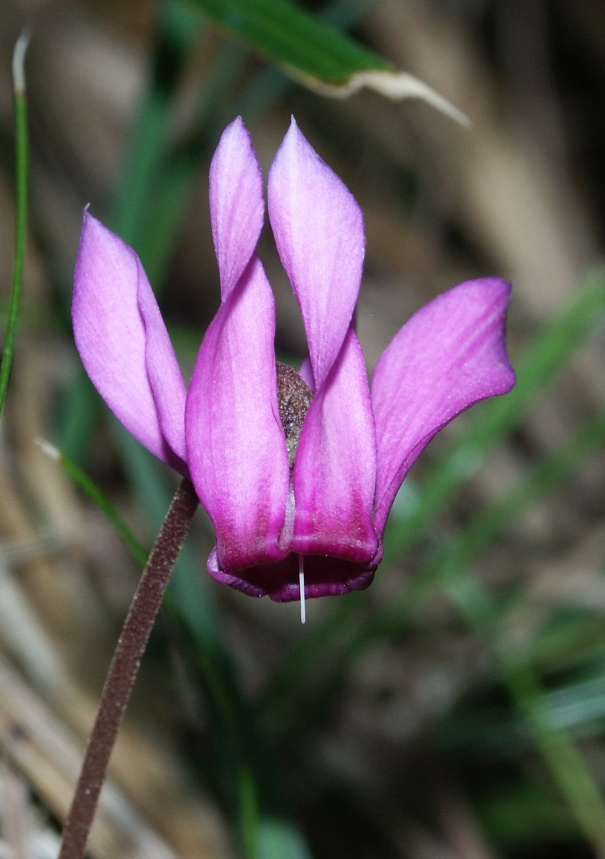
Erdei ciklámen

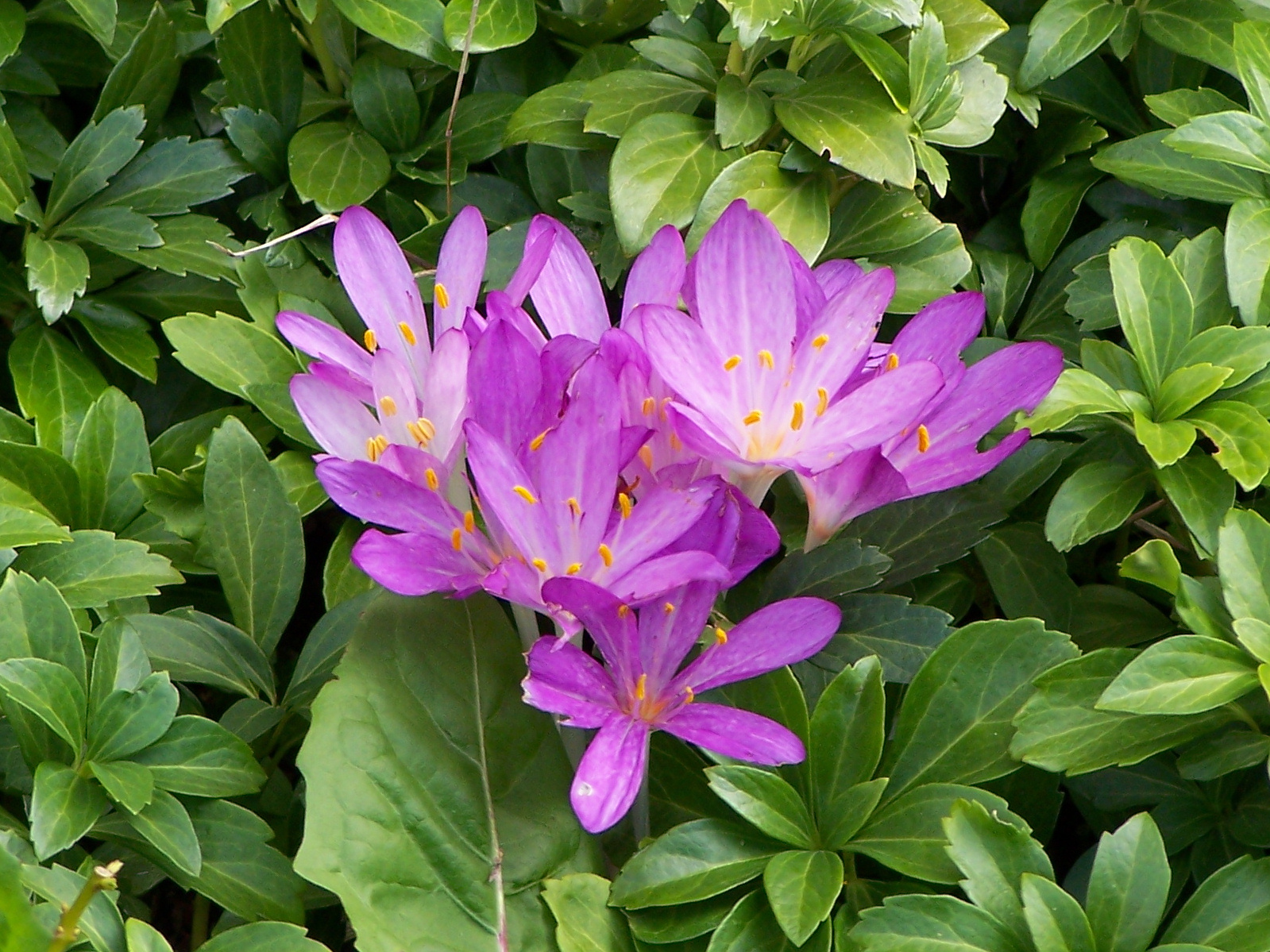
Őszi kikerics

A vidék a mediterrán, illír, pannon, és gyakran az alpi flóra növényeinek határzónája. Egyedi növénytársulásai különböző területek fajai által kialakított érdekes kapcsolatok eredményeképp jönnek létre. A Zselic löszdombjain megjelenik a bükk, és elegyest alkot a délről idáig felhúzódó balkáni ezüst hárssal (legszebb példája a Ropolyi-erdő) – ugyanakkor azonban az északi oldalakon és a mélyebb, hűvösebb völgyekben őshonos az erdeifenyő. A napos domboldalak gyorsan felmelegedő lösztalaján értékes melegkedvelő növények tucatjai élnek. A kontyvirág, a szakállas szegfű és a tarka lednek mellett az erdőkben kakasmandikó, és erdei ciklámen nyílik, és csodájára járhatunk a királyné gyertyája szépséges virágának. Ősszel több helyen is szinte szőnyeget alkot a virágzó őszi kikerics. A gyertyánosokban és cseres-tölgyesekben szúrós és lónyelvű csodabogyó igen gazdag állománya él, és nem ritka a tavaszi hérics és a leánykökörcsin sem.
A védett terület nyugati részén, nem messze a Ropolyi-erdőtől folyik a Bárdi-patak, amelyen egykor kis halastóláncot alakítottak ki. A halastavak művelésével mára felhagytak, így az elmocsarasodó, lebegő hínáros, sásos, nádas élőhely ma a vízimadaraknak nyújt biztonságos fészkelő- és táplálkozóhelyet. A zárt erdőségek, és a vizes területek közelsége okozza, hogy a Zselicben több pár ritka fekete gólya is fészkel. A mocsaras völgyekben gyakori a nagy kócsag, a szürke- és a vörös gém, és récék, nádi és parti madarak több faja is költ a területen. Az erdőkben rétisas, darázsölyv, zöld küllő, fekete harkály és kis énekesek sokasága fészkel, szarvas, vaddisznó, őz gazdag állománya, valamint vadmacska, borz, nyest és vidra él.
A Zselicben jelenlegi ismereteink szerint a védett növényfajok száma 67, ebből a Tájvédelmi Körzet területén bizonyosan vagy valószínűsíthetően előfordul: 52 faj.

## Zselici Csillagoségbolt-rezervátum
A „nemzetközi csillagoségbolt-park” címet a Nemzetközi Csillagoségbolt Szövetség alapította. Európában elsőként a Zselici Tájvédelmi Körzet nyerte el – a skóciai Galloway Parkkal közösen – ezt az elismerést 2009. november 16-án. Magyarországon ugyanis a Zselic azon területek egyike, ahol a csillagos égbolt látványát elnyomó fények alig zavarják. A Duna–Dráva Nemzeti Park Igazgatóság és a Magyar Csillagászati Egyesület között jött létre egy Együttműködési Megállapodás, melynek tárgya a Sötét Égbolt Rezervátum létrehozása a Zselici Tájvédelmi Körzet területén. Közösen egy csillagászati tanösvényt hoztak létre, amely bemutatja a fényszennyezés jelenségét, tájékoztatót ad az ideálisan megfigyelhető csillagos égboltról.

## Kulturális értékek
A Zselic néprajzi, társadalomtörténeti szempontból is értékekkel teli táj. A kőkorszak óta lakott vidék volt – máig kisebb falvak és nagyobb települések nyomait rejtik az erdők. A törökdúlás után azonban szinte teljesen elnéptelenedett. A táj jellegzetes népi építészetét a tájvédelmi körzet nyugati határán található Szenna, amely talán legismertebb faluja a Zselicnek. Itt található hazánk első Europa Nostra-díjas falumúzeuma, amelynek különlegessége, hogy a jellegzetes belső-somogyi és zselici házakat egy élő falu közepébe telepítették. A skanzen helyét az 1785-ben épült református templom jelölte ki, amely népi barokk stílusával és gyönyörű fakazettás mennyezetével Somogy egyik legértékesebb műemlékének számít. A templom körül álló talpas favázas lakóházak és a hozzájuk tartozó gazdasági épületek a 19. századi somogyi parasztéletet mutatják be.

## Külső hivatkozások
- A Duna–Dráva Nemzeti Park Igazgatóság honlapja
- A Duna–Dráva Nemzeti Park Igazgatóság honlapja - a Kelet-Mecsek TK leírása
- A Zselici Csillagoségbolt-park honlapja
- A Zselica Szövetség honlapja